# Diócesis de Port-Gentil
La diócesis de Port-Gentil (en latín: Dioecesis Portus Gentilis y en francés: Diocèse de Port-Gentil) es una circunscripción eclesiástica de la Iglesia católica en Gabón. Se trata de una diócesis latina, sufragánea de la arquidiócesis de Libreville. Desde el 12 de enero de 2016 su obispo es Euzébius Chinekezy Ogbonna Managwu.

## Territorio y organización
La diócesis tiene 22 890 km² y extiende su jurisdicción sobre los fieles católicos de rito latino residentes en la provincia de Ogooué-Maritime.
La sede de la diócesis se encuentra en la ciudad de Port-Gentil, en donde se halla la Catedral de San Luis.
En 2021 en la diócesis existían 9 parroquias.

## Historia
La diócesis fue erigida el 7 de marzo de 2003 con la bula Cum petitum esset del papa Juan Pablo II, obteniendo el territorio de la arquidiócesis de Libreville.

## Estadísticas
Según el Anuario Pontificio 2022 la diócesis tenía a fines de 2021 un total de 80 840 fieles bautizados.
| Año                                                                             | Población            | Población | Población      | Sacerdotes | Sacerdotes    | Sacerdotes    | Bautizados por sacerdote | Diáconos permanentes | Religiosos | Religiosos | Parroquias |
| Año                                                                             | Bautizados católicos | Total     | % de católicos | Total      | Clero secular | Clero regular | Bautizados por sacerdote | Diáconos permanentes | Varones    | Mujeres    | Parroquias |
| ------------------------------------------------------------------------------- | -------------------- | --------- | -------------- | ---------- | ------------- | ------------- | ------------------------ | -------------------- | ---------- | ---------- | ---------- |
| 2003                                                                            | 68 000               | 120 000   | 56.7           | 8          | 3             | 5             | 8500                     |                      | 6          | 17         | 12         |
| 2004                                                                            | 70 500               | 126 223   | 55.9           | 11         | 3             | 8             | 6409                     |                      | 10         | 16         | 7          |
| 2007                                                                            | 70 672               | 126 523   | 55.9           | 10         | 5             | 5             | 7067                     |                      | 6          | 17         | 8          |
| 2013                                                                            | 71 705               | 127 300   | 56.3           | 8          | 4             | 4             | 8963                     |                      | 9          | 15         | 8          |
| 2016                                                                            | 72 640               | 130 800   | 55.5           | 12         | 9             | 3             | 6053                     |                      | 6          | 13         | 9          |
| 2019                                                                            | 77 400               | 139 460   | 55.5           | 14         | 11            | 3             | 5528                     |                      | 6          | 13         | 9          |
| 2021                                                                            | 80 840               | 145 670   | 55.5           | 15         | 13            | 2             | 5389                     |                      | 4          | 13         | 9          |
| Fuente: Catholic-Hierarchy, que a su vez toma los datos del Anuario Pontificio. |                      |           |                |            |               |               |                          |                      |            |            |            |

## Episcopologio
- Mathieu Madega Lebouankehan (7 de marzo de 2003-19 de enero de 2013 nombrado obispo de Mouila)[nota 1]
  - Sede vacante (2013-2016)
- Euzébius Chinekezy Ogbonna Managwu, desde el 12 de enero de 2016